# آلان لي ماي
آلان لي ماي (بالإنجليزية: Alan Le May)‏ (3 يناير 1899، إنديانابوليس في الولايات المتحدة - 27 أبريل 1964، هوليوود في الولايات المتحدة)؛ كاتب سيناريو، كاتب وروائي أمريكي.

## روابط خارجية
- آلان لي ماي على موقع IMDb (الإنجليزية)
- آلان لي ماي على موقع ألو سيني (الفرنسية)
- آلان لي ماي على موقع أول موفي (الإنجليزية)
- آلان لي ماي على موقع قاعدة بيانات الأفلام السويدية (السويدية)
- آلان لي ماي على موقع قاعدة بيانات الفيلم (الإنجليزية)